# 真理融貫論
真理融貫論（英語：Coherentism）是某些哲學家對命題是非的看法，真理融貫論主要認為一道命題的是非，決定於那命題是否與我們所接納的其他命題相互衝突。
真理融貫論是真理符應論後最廣泛被接納的理論。